# Raban Bieling
Raban Bieling (* 1. Juni 1993 in München) ist ein deutscher Film- und Theaterschauspieler.

## Leben und Wirken
Seit seiner Kindheit steht Raban Bieling in mehreren TV- und Kinoproduktionen vor der Kamera. Zu der bekanntesten Rolle des gebürtigen Münchners zählt der Fußballspieler Raban in den sechs Wilde-Kerle-Filmen von Joachim Masannek. Außerdem spielte er 2005 neben Mario Adorf, Anja Kling und Sarah Beck im Weihnachtsfilm Es ist ein Elch entsprungen und 2008 den Sohn Hanno von Thomas Buddenbrook in dem Fernseh-Zweiteiler Die Buddenbrooks nach Thomas Manns gleichnamigem Roman mit. Seit 2015 gehört er als Bastian Pfeiffer zum festen Cast der ZDF-Fernsehreihe Lena Lorenz.
Bieling arbeitete auch als Synchronsprecher – unter anderem lieh er 2009 seine Stimme Frank Dillane als Tom Riddle in Harry Potter und der Halbblutprinz. Zudem synchronisierte er im Film Stuart Little den Darsteller Jonathan Lipnicki (George Little).
Auch auf Theaterbühnen ist Bieling wiederholt zu sehen. Anfangs in Stücken in der freien Theaterszene in Berlin und München, war er in der Spielzeit 2022/2023 festes Ensemblemitglied am Mainfranken Theater Würzburg. Seit der Spielzeit 2023/2024 gehört er zum festen Ensemble am Stadttheater Freiburg, davor war er dort als Gastschauspieler tätig.
Raban Bieling ist, wie auch seine Mutter Susann Bieling, Mitglied der Deutschen Filmakademie.

### Ausbildung
Im Jahr 2018 schloss Raban seinen Bachelor in Philosophie und historischer Linguistik an der Humboldt-Universität zu Berlin ab. Bis 2022 studierte er Schauspiel am Thomas Bernhard Institut – Universität Mozarteum in Salzburg. Er schloss seine Ausbildung mit dem Mag. art. Darstellende Kunst – Schauspiel ab.

## Filmografie (Auswahl)

### Darsteller
KINO
- 1999: Midsommar Stories
- 2003: Die Wilden Kerle
- 2004: Es ist ein Elch entsprungen
- 2005: Die Wilden Kerle 2
- 2006: Die Wilden Kerle 3
- 2007: Die Wilden Kerle 4
- 2008: Die Wilden Kerle 5
- 2008: Buddenbrooks
- 2013: V8 – Du willst der Beste sein
- 2016: Die Wilden Kerle – Die Legende lebt!
- 2016: Lux – Krieger des Lichts
- 2017: Frau Mutter Tier
- 2018: Als Hitler das rosa Kaninchen stahl
- 2018: Rate Your Date

TV
Quelle: crew united, castforward
- 2001: Himmlische Helden
- 2010: Jeder Mensch braucht ein Geheimnis
- 2014: Hubert und Staller (Folge Nachhilfe in Sachen Mord)
- seit 2015: Lena Lorenz (ZDF-Fernsehfilmreihe)
- 2022: Ein Schwarzwaldkrimi – Schneekind

### Synchronsprecher
Quelle: Synchronkartei
- 2000: Stuart Little – Jonathan Lipnicki als George Little
- 2003: Liebe mich, wenn du dich traust – Thibault Verhaeghe als Julien, Kind
- 2006: Tierisch wild – Greg Cipes als Ryan
- 2009: Harry Potter und der Halbblutprinz – Frank Dillane als Tom Riddle (16 Jahre)

## Theater
- 2016: ZUHAUSE. ganz so als ob ich wäre | k. A. | Theaterhaus Berlin-Mitte[9]
- 2019: Das Programm | Leo | Brotfabrik Berlin[10]
- 2021: Maß für Maß | Escalus | Theater im KunstQuartier Salzburg[11]
- 2021: Nichts, was uns passiert | Hannes | Theater im KunstQuartier Salzburg[12]
- 2022: Sehnsuchtswild! - Ein Liederabend von und mit dem Schauspielensemble | k. A. | Mainfranken Theater Würzburg[13]
- 2022: Das letzte Schaf | Das eine Schaf / Wolf | Mainfranken Theater Würzburg[14]
- 2022: Der Weg zurück | k. A. | Theater Freiburg[15]
- 2022: Am Ende Licht | Steven | Theater Freiburg[16]
- 2023: Das Wintermärchen | Florizel / Wärter | Theater Freiburg[17]
- 2024: Karneval der Tiere | Paul Ohneplan | Theater Freiburg[18]
- 2024: Company | Peter | Theater Freiburg[19]
- 2024: Der Große Gopnik | Iwan / Assistent des Großen Gopnik mit Bart / ... | Theater Freiburg[20]
- 2024: Familie Schroffenstein | Ottokar | Theater Freiburg[21]
- 2024: Peer Gynt | Peer Gynt / eine Stimme im Dunkeln / Aslaks Bande / Trolljunge / … | Theater Freiburg[22]
- 2025: Die Erwartung | Karem | Theater Freiburg[23]
- 2025: Rauflust oder Fifty Shades of Green | k. A. | Theater Freiburg[24]

## Auszeichnungen
- 2006: Bayrischer Kinder-Medien-Preis Der weiße Elefant für seine Rolle in Es ist ein Elch entsprungen